# Patricia Wettig
Patricia Wettig (Cincinnati, 4 dicembre 1951) è un'attrice e drammaturga statunitense, vincitrice di due Emmy Award.

## Biografia
Prima di tre sorelle, è nata a Cincinnati, da Florence Morlock e Clifford Neal Wettig, un allenatore di basket.
Si è laureata alla Ohio Wesleyan University nel 1975. È recentemente tornata a studiare, ricevendo un M.F.A. in drammaturgia dallo Smith College nel 2001.
Patricia è sposata con l'attore e produttore Ken Olin. Hanno due figli: Clifford (1983) e Roxanne (1986). Anche se ha recitato in diversi film (inclusi Scappo dalla città - La vita, l'amore e le vacche, Indiziato di reato, e The Langoliers), la Wettig è maggiormente conosciuta per i suoi lavori in tv. In particolare è stata acclamata e ha ricevuto diversi premi (fra cui due Emmy nel 1990 e nel 1991) per il ruolo di Nancy Weston in Thirtysomething. Inoltre è apparsa in diversi programmi televisivi dal 1980 al 1990, inclusi Avvocati a Los Angeles, Frasier, Hill Street giorno e notte, e Mai dire sì.
Attualmente Patricia Wettig fa parte del cast di Brothers & Sisters, che ha debuttato nel settembre del 2006; qui lei interpreta Holly Harper, l'amante del patriarca della famiglia Walker. Precedentemente ha anche interpretato il ruolo della psicoterapeuta della CIA Judy Barnett nel telefilm Alias (prodotto e diretto da suo marito, nonché co-star di Thirtysomething, Ken Olin). Prima di entrare nel cast di Brothers & Sisters, ha interpretato nel 2005 il ruolo della Vicepresidente degli Stati Uniti d'America Caroline Reynolds in Prison Break.

## Filmografia parziale

### Cinema
- Scappo dalla città - La vita, l'amore e le vacche (City Slickers), regia di Ron Underwood (1991)
- Indiziato di reato - Guilty by Suspicion (Guilty by Suspicion), regia di Irwin Winkler (1991)
- Scappo dalla città 2 (City Slickers II: The Legend of Curly's Gold), regia di Paul Weiland (1994)

### Televisione
- In famiglia e con gli amici (Thirtysomething) – serie TV (1990-1991)
- I Langolieri (The Langoliers), regia di Tom Holland – miniserie TV (1995)
- The Practice - Professione avvocati (The Practice) – serie TV, episodi 6x05-6x06 (2001) (non accreditata)[1]
- Alias – serie TV (2004-2005)
- Prison Break – serie TV (2005-2007)
- Brothers & Sisters - Segreti di famiglia (Brothers & Sisters) – serie TV (2006-2011)
- Major Crimes – serie TV, episodio 4x10 (2015)
- Dolly Parton: Le corde del cuore (Dolly Parton's Heartstrings) - serie TV, episodio 1x06 (2019)

## Doppiatrici italiane
Nelle versioni italiano dei suoi film, Patricia Wettig è stata doppiata da:
- Liliana Sorrentino in In famiglia e con gli amici
- Fabrizia Castagnoli in Scappo dalla città - La vita, l'amore e le vacche
- Vittoria Febbi in Indiziato di reato - Guilty by Suspicion
- Anna Rita Pasanisi in Scappo dalla città 2
- Patrizia Salmoiraghi in I Langolieri
- Antonella Rendina in Alias
- Angiola Baggi in Prison Break
- Antonella Rinaldi in Brothers & Sisters - Segreti di famiglia
- Cinzia De Carolis in Major Crimes
- Aurora Cancian in Dolly Parton: Le corde del cuore

## Premi e riconoscimenti
- Premio Emmy
  - 1990 – Miglior attrice protagonista in una serie drammatica per In famiglia e con gli amici (Thirtysomething)
  - 1991 – Miglior attrice protagonista in una serie drammatica per In famiglia e con gli amici (Thirtysomething)